# ジョン・エドワード・マッデン
ジョン・エドワード・マッデン（John Edward Madden、1856年12月28日 - 1929年11月3日）は、アメリカ合衆国のサラブレッドとスタンダードブレッドのオーナーブリーダー、調教師、実業家。19世紀後半から20世紀初頭にかけて、ケンタッキー州レキシントンにハンバーグプレイス牧場を所有し、ケンタッキーダービーとベルモントステークスの勝ち馬5頭を生産した。
没後の1983年、アメリカ競馬名誉の殿堂博物館はその功績を称え、マッデンを殿堂入りさせた。また、繋駕速歩競走の世界においても殿堂入りを果たしている。彼は、サラブレッド競走と繋駕速歩競走の両方での殿堂入りを果たした唯一の人物である。

## 青年期
ジョン・エドワード・マッデンは1856年12月28日にペンシルベニア州ベスレヘムで生まれた。父パトリックと母キャサリン（マッキー）はロスコモンからのアイルランド移民であった。マッデンの父親は1860年に亡くなり、そのため家計は苦しく、若い頃のマッデンの生活は自身の知恵と身体能力が不可欠であった。10代の頃に地元の製鉄所で4年間働き、また金を稼ぐためにしばしばプライズファイト（賭けボクシング）に参加していた。マッデンは、身長約6フィート、体重180ポンドの頑強な体格を誇り、野球、ランニング、幅跳びを得意としていた。 

## 繋駕速歩競走

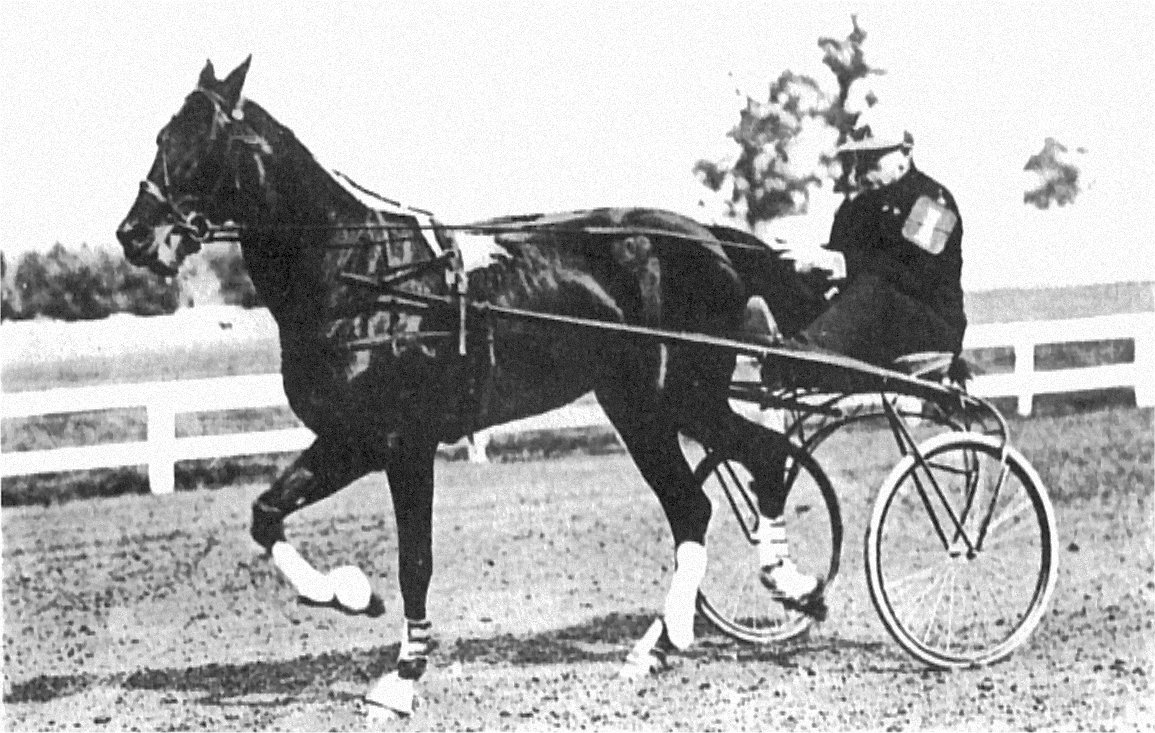
ケンタッキーフューチュリティを獲得する前の1906年のチャンピオンの速歩馬、シリコ。

マッデンは16歳の頃までに、繋駕速歩競走に興味を持つようになった。
マッデンは、スタンダードブレッド、特にペーサーやトロッターといった繋駕速歩競走に使われる馬の能力の目利きに長けており、まだ実績のない有望な馬を低価格で購入し、これを強い馬に鍛え上げて売り払うことで財を成していった。マッデンは「維持して憤慨するよりも、売って悔やむほうがよい」をモットーとしてこの商売を続け、30歳になるまでに15万ドルを稼ぎあげた。
マッデンが売らずに所有し続けた馬もあり、主なものに1887年のクリーブランドグランドサーキットレースで実績を上げたロバートマクレガーや、種牡馬となったシリコなどがいた。
1890年、マッデンはサラブレッドの競馬がスタンダードブレッド競走よりも高賞金になりつつあることに気づき、徐々に興味をそちらに移していった。しかし1900年代に入っても、マッデンはスタンダードブレッドをまだいくらか所有・調教していた。

## サラブレッド競馬

### ハンバーグの成功
マッデンは1889年にケンタッキー州レキシントンに移り、現地のフェニックスホテルに在住していた。マッデンはスタンダードブレッドで培ってきたビジネスと馬の知識をサラブレッドに適用し、ケンタッキーでホースマンとしての名声を徐々に築き上げた。彼は1896年にエルメンドルフ牧場のエンライト大佐が暴れん坊で手に負えないとしたハンバーグを1,200ドルで購入した。マッデンはこの馬を見事に調教し、その結果ハンバーグは1897年のグレートイースタンハンデキャップにおいて、2歳馬ながらも135ポンドの重ハンデを積まれながら優勝した。ハンバーグは2歳で16戦をこなし、うち12戦で勝ちを挙げ、マッデンに38,595ドルの賞金をもたらした。のちの1897年にマッデンは、マーカス・ダリーにハンバーグを40,000ドルで売却した。
マッデンが購入・調教して成功させた馬のその他の代表例にはプローディトの名が挙がる。2歳時に3戦をこなしたプローディトを購入したマッデンは、同馬で当時の最強馬ベンブラッシュを破り、またケンタッキーダービーに優勝させるなどの成功を収めた。

### ハンバーグプレイス牧場

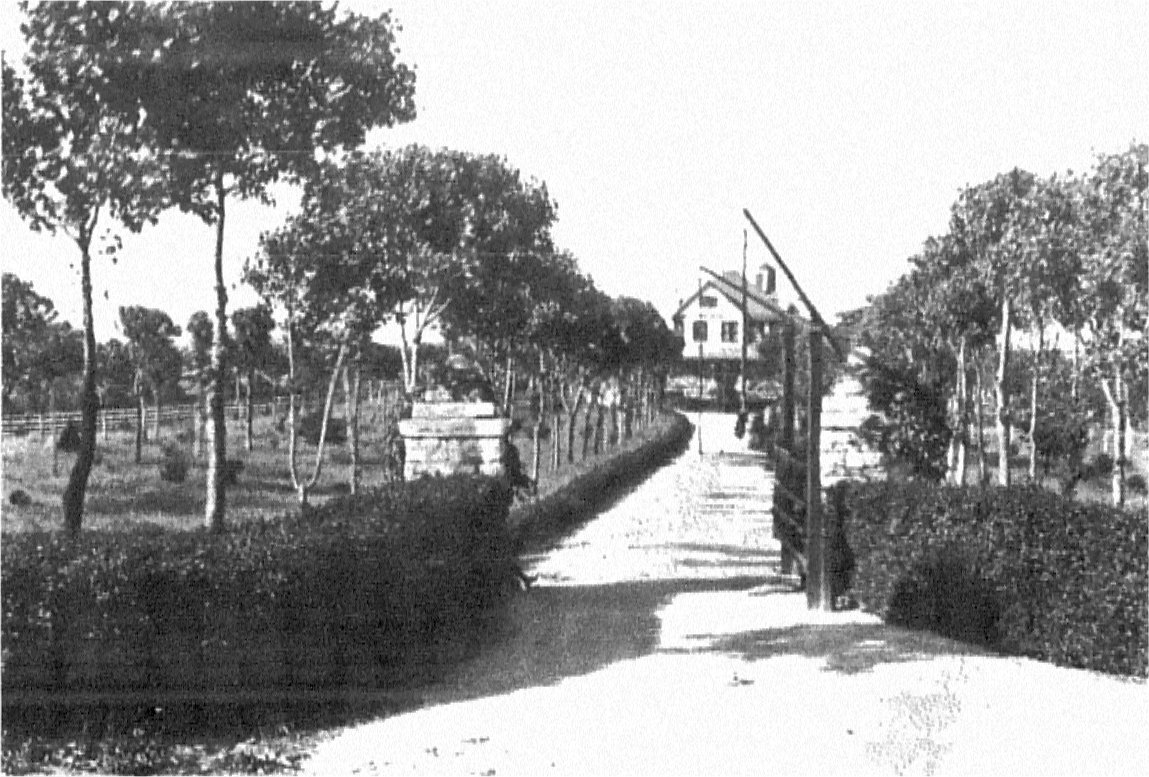
1911年のハンバーグプレイスの玄関。

マッデンはハンバーグを売った収益を使って、レキシントンの東にあるウィンチェスターパイクの土地235エーカーを購入した。マッデンは買収資金を用意してくれたハンバーグに敬意を表して、この牧場をハンバーグプレイスと名付けた。
マッデンは1897年から1929年に亡くなるまで、ハンバーグプレイスを繁殖活動の中心にした。特にニューヨーク州で競馬が禁止された時代にあえて拡張路線を取り、1912年にはラニーミード牧場の繁殖牝馬・当歳馬・1歳馬をすべて買い取っている。この牧場から生まれた馬のクラシック優勝は14度に上り、うち1頭は最初のアメリカ三冠馬となったサーバートンであった。また、マッデンがイギリスから輸入した種牡馬スターシュートとオグデンが顕著な成功を収めている。マッデンは、1917年から1923年、および1925年においてアメリカ最優秀生産者の座に輝いている。
以下はマッデンの生産したクラシック優勝馬。
- サーバートン Sir Barton、アメリカクラシック三冠馬、アメリカ殿堂馬。ヴィヴィアン・グーチとの共同生産名義[7]。
- オールドローズバド Old Rosebud、ケンタッキーダービー優勝、アメリカ殿堂馬。
- ポールジョーンズ Paul Jones、ケンタッキーダービー優勝。
- ゼヴ Zev、ケンタッキーダービー・ベルモントステークス優勝、アメリカ殿堂馬。
- フライングエボニー Flying Ebony、ケンタッキーダービー優勝。
- ザフィン The Finn、ベルモントステークス優勝。1923年アメリカリーディングサイアー。
- グレイラグ Grey Lag、ベルモントステークス優勝、アメリカ殿堂馬。
- ジョーマッデン Joe Madden、ベルモントステークス優勝。

#### 墓地
1908年より、マッデンはハンバーグプレイスの敷地内にある小さな馬蹄形の墓地に、貴重な繁殖牝馬、種牡馬、繋駕速歩馬らを埋葬するようになった。この墓地はアメリカで最も古い競走馬専用の墓地の1つある。マッデン没後もその孫であるプレストン・マッデンが1970年代に数頭のサラブレッドを墓地に埋葬している。この墓地は2005年に開発のために移設されたが、その後一般客が訪問できるように再開された。
墓地には以下の馬が埋葬されている。
スタンダードブレッド

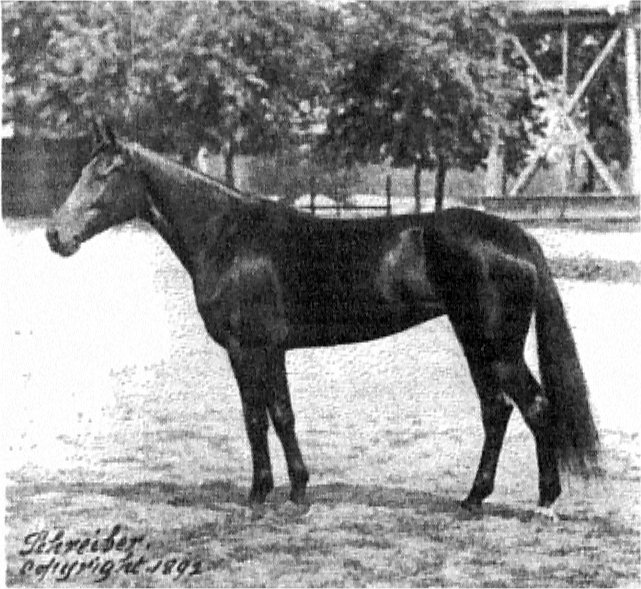
1892年のナンシーハンクス。

- ナンシーハンクス（Nancy Hanks, 1886 - 1915）、1892年9月28日に速歩1マイルでの2分4秒アメリカレコードを樹立。生涯無敗を貫き、繋駕速歩競走殿堂入り[8]。
- シリコン（Silicon, 1890 - 1913）、シリコの母馬。
- メジャーデルマー（Major Delmar, 1897 - 1912）、騸馬。
- ハンバーグベル（Hamburg Belle, 1902 - 1909）、1900年代初頭にいくつかの世界記録を樹立したトロッターの牝馬。
- シリコ（Siliko, 1903 - 1926）、種牡馬。

サラブレッド
- アイダピックウィック（Ida Pickwick, 1888 - 1908）、オールドローズバドの祖母。
- インプ（Imp, 1894 - 1909）、1899年サバーバンハンデキャップ優勝馬ファウストの母馬。
- オグデン（Ogden, 1894 - 1923）、イギリス産の種牡馬、ザフィンとサーマーティンの父。
- プローディト（Plaudit, 1895 - 1919）、1898年のケンタッキーダービー優勝馬。キングジェームズの父。
- スターシュート（Star Shoot, 1898 - 1919）、アイルランド産の種牡馬。アメリカリーディングサイアー5回。
- レディスターリング（Lady Sterling, 1899 - 1920）、サーマーティンとサーバートンの母馬。
- ミスカーニー（Miss Kearney, 1906 - 1925）、ゼヴの母馬。
- サーマーティン（Sir Martin, 1906 - 1930）、種牡馬。
- プリンセスメアリー（Princess Mary, 1917 - 1926）、フライングエボニーの母馬。
- スプリングタイム（Springtime, 1930年代）、ポロのポニー。
- ティーヴィーラーク （T.V. Lark, 1957 - 1975）、1974年のアメリカリーディングサイアー。
- ピンクピジョン（Pink Pigeon, 1964 - 1976）、繁殖牝馬。
- ベルシーバ（Bel Sheba, 1970 - 1995）、アリシーバの母馬。

## 調教師として

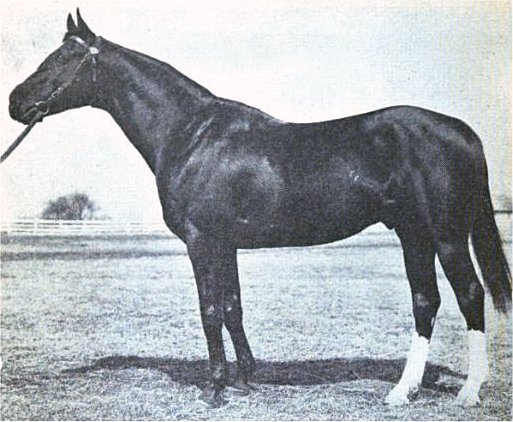
マッデンの代表的管理馬・ハンバーグ

マッデンは1888年から1912年まで調教師を務め、合計8頭のチャンピオンホースを調整、1901年から1903年までアメリカのリーディング調教師でもあった。
マッデンは、元海軍長官でサラブレッド愛好家の仲間であったウィリアム・コリンズ・ホイットニーを指導しており、マッデンは多くの馬をホイットニーに売っていた。のちに、ホイットニーはマッデンの勧めで1900年に種牡馬となっていたハンバーグを60,000ドルで購入している。
ある時、ホイットニーは調教師のサミュエル・ヒルドレスを解雇した後、マッデンを調教師として雇おうと説得したが、マッデンは気が進まず話が流れている。伝説によると、この話に怒り狂って酔っ払ったヒルドレスは、マッデンを床に固定し、謝罪するまで杖でマッデンの頭を殴っていたという。
以下はマッデンの主な管理馬。
- ハンバーグ Hamburg、最優秀2歳牡馬（1897）
- ナスタチウム Nasturtium、最優秀2歳牡馬（1901）
- ブルーガール Blue Girl、最優秀3歳牝馬（1902）
- アイリッシュラッド Irish Lad、最優秀2歳牡馬（1902）
- サルビデーレ Salvidere、最優秀2歳牡馬（1906）
- タングル Tangle、最優秀3歳牝馬（1906）
- サーマーティン Sir Martin、サーバートンの異母兄弟、最優秀2歳牡馬（1908）
- キングジェームズ King James、最優秀ハンデキャップ牡馬（1909）

## 晩年
マッデンには2人の息子、J・エドワード・マッデン・ジュニア（1894 - 1943）とジョセフ・マッキー・マッデン（1899 - 1932）がいた。マッデンは息子たちが彼の跡を継いで、ハンバーグプレイスでサラブレッドの生産を続けることを望んでおり、息子らが15歳と10歳ときにで馬の売買を開始させた。しかし、どちらも家業への関心は乏しく、その興味はアメリカ西部の油田開発へと向かっていた。
1926年、マッデンは彼の手持ちの繁殖家畜資産のほとんどを売却、139頭の馬を446,200ドルに換えている。マッデン自身も競馬業界から遠ざかり、トウモロコシの精製事業に多額の投資を行うと成功を収め、純資産を900万ドル以上に増やした。
1929年10月、生涯にわたって健康であったマッデンは、ニューヨークのペンシルベニアホテルに滞在中肺炎を発症、1929年11月3日の早朝、ホテルの自分の部屋で心臓発作で死亡した。その遺体はケンタッキーに戻され、レキシントンのキャヴァルリー墓地に収容された。マッデンの死没は、奇しくもサミュエル・ヒルドレスとジェームズ・ロウ・シニアという稀代の調教師が亡くなった直後でもあった。

## 私生活・子孫

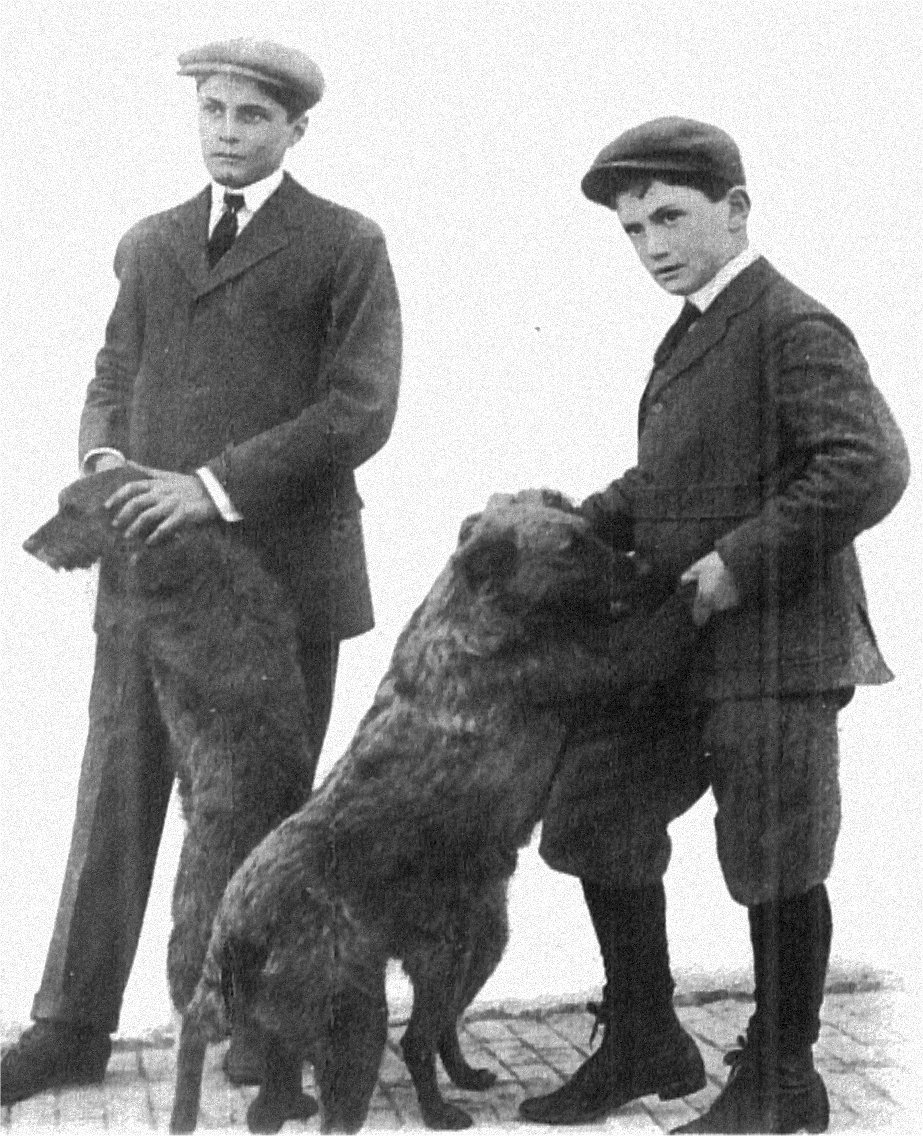
エドワード（左）とジョセフマッデンと家族の犬、1911年頃。

マッデンは1890年6月にシンシナティのマリー・アンナ・ルイーズ・メグリューと結婚した。夫婦は1903年に不仲が元で別れたが、その後アンナと彼女の親戚は子供の親権についてマッデンを訴えている。
1905年、疎遠になった妻が息子をヨーロッパに連れて行く計画があることを知り、マッデンはニュージャージー州マディソンにある修道院学校から子供を連れ出し、電車でレキシントンに連れ戻した。一方のアンナはオハイオ州に移り、1906年にその州で離婚訴訟を起こした。マッデンはケンタッキー州で結婚しており、ジョン・マッデンは離婚の際に正式に連絡を受けていなかったとして、ケンタッキー州の裁判所は離婚は無効であるとの判決を下した。これによってマッデンはついに息子たちの完全な監護権を確保し、その後の1909年2月にアンナから離婚を申請された。
アンナ・マッデンは1906年の後半にニューヨークのブローカーで芝居家のルイ・バレンタイン・ベル（1853 - 1925）と結婚している。アンナ・マッデン・ベルは、1963年5月10日に91歳で亡くなり、夫と息子の両方よりも長生きした。
マッデンの没後、ジョセフとエドワードの息子2人はハンバーグプレイスと彼の財産から200万ドルを相続した。しかし、ジョセフ・M・マッデンは世界恐慌のさなか、1932年10月31日にニューヨーク市で拳銃自殺によりこの世を去った。
それからほぼ11年後の1943年2月26日、弟のエドワード・マッデンもハンバーグプレイスで自らに銃を向けて自殺を試みたが、妻と2人の息子、パトリック（1933 - 1999）とプレストン・W・マッデン（1935年生まれ）によってに助けられ生き永らえた。その後、エドワード・マッデンはハンバーグプレイスで主にポロで使われるポニーを飼育していた。
エドワードの息子たちが成長すると、彼らはサラブレッドの繁殖に興味を持ち、1950年代にハンバーグプレイスにおいてサラブレッドの繁殖が再開された。プレストン・マッデンはアニタ・マイヤーズと結婚し、種牡馬ティーヴィーラークをアメリカリーディングサイアーに輝かせたほか、1987年のケンタッキーダービー勝ち馬アリシーバを生産している。